# Univocité de l'être

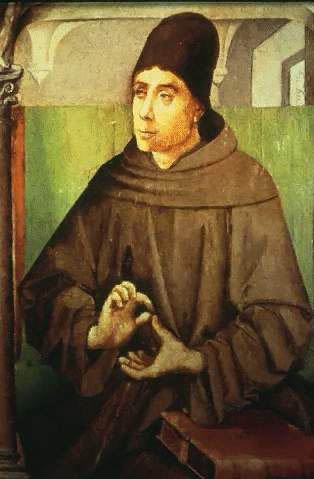
Jean Duns Scot, théoricien de l'univocité de l'être, par Joos van Wassenhove, Rome, Palais Barberini.

L'univocité de l'être (latin : univocitas entis) est une notion de philosophie médiévale inventée par Jean Duns Scot au Moyen Âge. L'univocité de l'être est l'idée que l'être se dit en un même sens de Dieu et des créatures. Elle s'oppose à l'équivocité et l'homonymie qui stipulent une différence fondamentale entre le sens de l'être pour Dieu et pour les créatures.
Sur le plan ontologique et métaphysique, elle s'oppose à la doctrine de l'analogie de l'être des thomistes.
L'univocité de l'être ressurgit dans une discussion contemporaine entre les œuvres de Gilles Deleuze et d'Alain Badiou, qui interprètent différemment cette thèse.

## Définition médiévale
La notion d'univocité de l'être vient du théologien et philosophe médiéval scolastique Jean Duns Scot. Il s'en sert contre Henri de Gand. Il la définit ainsi : 
« [...] je dis que Dieu n'est pas seulement conçu dans un concept analogue au concept de la créature, c'est-à-dire [un concept] qui soit entièrement autre que celui qui est dit de la créature, mais dans un certain concept univoque à lui et à la créature. »
L'être a selon Duns Scot la même signification, qu'il s'applique à la substance ou à l'accident, à Dieu ou aux créatures. C'est une différence de degré qui distingue Dieu des créatures, il est infini alors qu'elles sont finies. Ainsi, explique l'historien de la philosophie Émile Bréhier, « [Duns Scot] paraît parfois douter que l'intelligence humaine puisse aller des êtres sensibles jusqu'à Dieu, en vertu de la seule notion d'être ».

## Discussion contemporaine
La notion est reprise par le philosophe contemporain Gilles Deleuze. Deleuze se sert de l'univocité pour nier toute transcendance de l'Être relativement aux êtres « multiples et différents ». Il affirme l'immanence radicale de tout ce qui est. Deleuze définit ainsi l'univocité de l'être, dans Logique du sens (1969) : « L'univocité de l'être ne veut pas dire qu'il y ait un seul et même être [...] L'univocité de l'être signifie que l'être est Voix, qu'il se dit, et se dit en un seul et même « sens » de tout ce dont il se dit ». Selon le commentateur Pierre Montebello, la thèse de l'univocité de l'être est « la colonne vertébrale de la pensée deleuzienne ».

Deleuze crédite Duns Scot dans Différence et Répétition (1968) de construire une ontologie pure, débarrassée de toute théologie. Il ne reprend donc pas la foi de Duns Scot en le Dieu du christianisme. Deleuze écrit : « Il n'y a jamais eu qu'une seule ontologie, celle de Duns Scot, qui donne à l'être une seule voix ». Deleuze voit chez Spinoza et Nietzsche la résurgence de la thèse de l'univocité de l'être, quoique formulée dans un autre langage. Il écrit à propos de Spinoza : « L'être univoque se confond avec la substance unique, universelle et infinie ». Et à propos de Nietzsche : 
« Sous tous ses aspects, l'éternel retour est l'univocité de l’être, la réalisation effective de cette univocité. Dans l’éternel retour, l'être univoque n'est pas seulement pensé et même affirmé, mais effectivement réalisé. L'Être se dit en un seul et même sens, mais ce sens est celui de l'éternel retour, comme retour ou répétition de ce dont il se dit. »

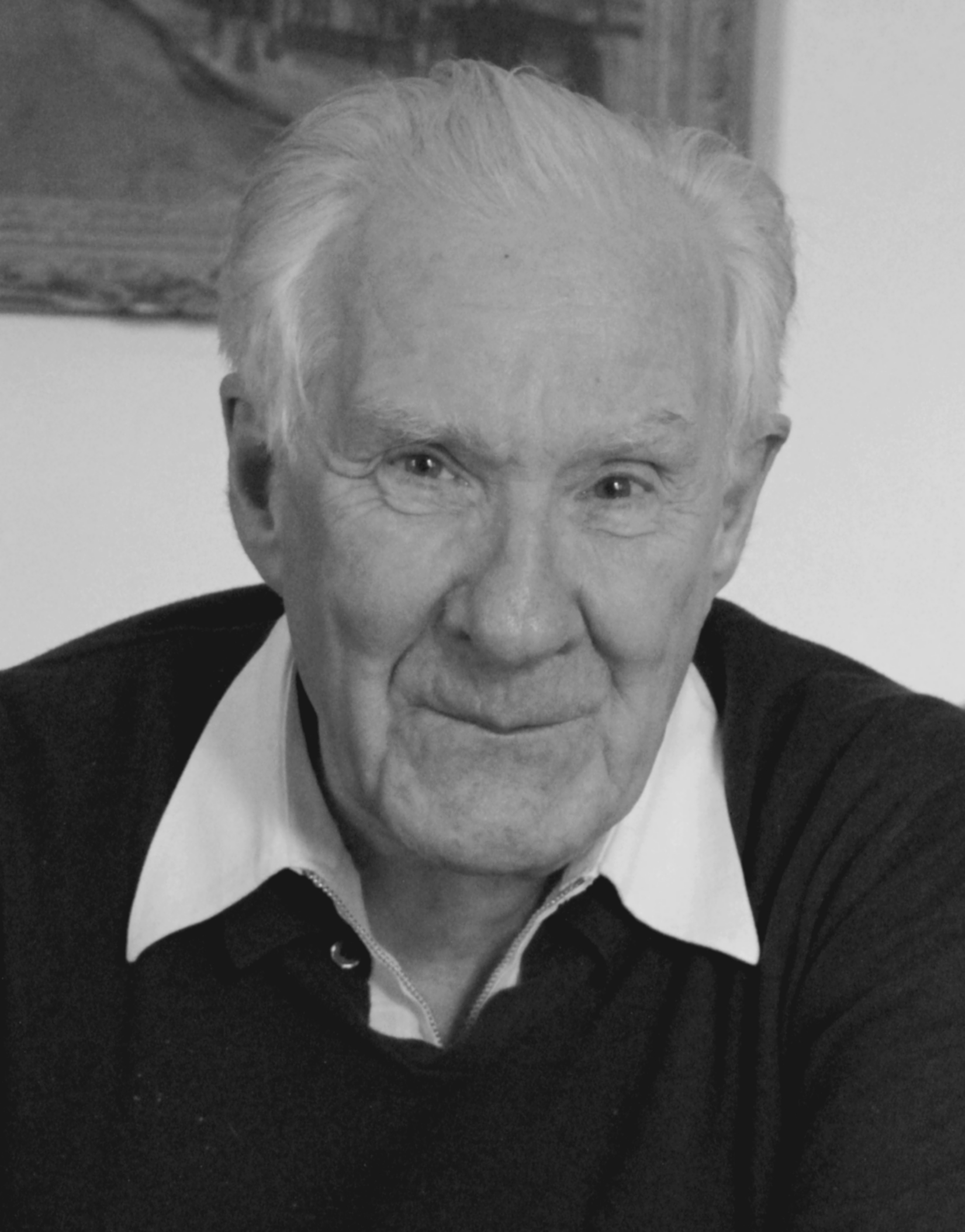
Alain Badiou rapproche l'univocité de l'être des mathématiques. Photo de 2012.

Alain Badiou discute l'univocité chez Deleuze dans son ouvrage Deleuze. « La clameur de l'Être » (1997). Il soutient dans ce livre que la philosophie deleuzienne, loin d'être une métaphysique du multiple et du devenir, est une métaphysique de l'Être et de l'Un. Cette interprétation sera critiquée par des lecteurs de Deleuze lui reprochant son inexactitude et son contresens, comme Pierre Montebello. Cependant, Philippe Mengue, autre interprète de Deleuze, donne raison à Badiou, écrivant : « Il est vrai que la métaphysique du virtuel et le spinozisme de Deleuze ne sont pas ce qui pourra contredire une telle orientation de sa pensée ».
Badiou réplique à ses détracteurs dans l'article « Un, multiple, multiplicités ». Il rappelle que selon lui Deleuze « a vu qu'on ne pouvait en finir avec ce qu'il y a de toujours religieux dans l'interprétation du sens qu'en posant l'univocité de l'Être. Il a clairement déterminé que faire vérité de l'être univoque exigeait qu'on en pense la venue événementielle ». Mais Badiou cherche à montrer que l'univocité deleuzienne est contradictoire avec son ontologie du virtuel.
Badiou se réclame aussi de l'univocité de l'être, dans Il n'y a pas de rapport sexuel (2010) co-écrit avec Barbara Cassin, qui elle refuse cette thèse. Pour Badiou, contrairement à Deleuze, la garde de l'univocité de l'être ne peut être « confiée » qu'à la « littéralité mathématique ». Cela signifie que seules les mathématiques utilisent un langage purifié de la polysémie du langage courant. Badiou fait remonter cette définition de l'univocité à Platon, contre Aristote qui soutient dans sa Métaphysique que l'être se dit en plusieurs sens.